# Langlee Island
Langlee Island ist eine Insel in der Hingham Bay im Boston Harbor. Sie liegt 11,8 mi (19 km) vom Bostoner Stadtzentrum entfernt auf dem Gebiet des Bundesstaats Massachusetts der Vereinigten Staaten. Langlee Island verfügt über eine dauerhafte Fläche von etwa 4,5 Acres (ca. 1,8 ha), die durch ein Watt je nach Tidenhub temporär um weitere 3,5 Acres (1,4 ha) vergrößert wird. Sie wird von der Stadt Hingham verwaltet und ist Teil der Boston Harbor Islands National Recreation Area.

## Geographie

### Geologie
Die Insel besteht vorwiegend aus dem lokal vorkommenden Gesteinskonglomerat Roxbury Puddingstone und ragt ca. 40 ft (12,2 m) über die Wasseroberfläche auf. Im Zentrum der Insel findet sich darüber hinaus Geschiebemergel.

### Flora und Fauna
Im 19. Jahrhundert pflanzte der damalige Eigentümer eine Vielzahl von Bäumen und Sträuchern auf der Insel an, um ihren ursprünglichen Zustand vor der Kolonisierung wiederherzustellen. Heute gedeihen dort Eichen, Birken, Zedern und Ahorne. Zu den Sträuchern zählen Heidelbeeren, Schneebälle, Stechwinden, Kratzbeeren, Rhus und Kletternder Gift-Sumach. Die Tierwelt der Insel ist noch Gegenstand wissenschaftlicher Untersuchungen.

## Geschichte
Die Insel wurde bereits von den Indianern saisonal genutzt und nach John Langlee benannt, der die Insel im Jahr 1689 kaufte. Nach mehreren Generationen in Privatbesitz ging das Eigentum der Insel später auf die Stadt Hingham über.